# アグレッシブ (お笑いコンビ)
アグレッシブ（AGGRESSIVE）は、かつてK-PROに所属していた日本のお笑いコンビ。ハイスクールマンザイ2018優勝。

## メンバー
るか（本名：日下部 瑠可〈くさかべ るか〉2000年5月8日（24歳） - ）
ボケ・ネタ作り担当。
兵庫県宝塚市出身、三田松聖高等学校卒業。身長175 cm、体重52 kg。足の大きさ27.5 cm。血液型はO型。
趣味はファッション、野球観戦。特技は野球。
学生時代はツッコミだった。
学生時代からネタ作りを担っており、相方・高木曰く「ネタ合わせをする時は顔つきが変わる」。高木の書いてきたネタを読んで「日記かと思った」などと強烈なダメ出しをしたこともあった。

高木（本名：高木 陽也〈たかぎ はるや〉2000年8月26日（24歳） - ）
ツッコミ担当。
兵庫県宝塚市出身、兵庫県立篠山東雲高校卒業。身長172 cm、体重72 kg。足の大きさ28 cm。血液型はO型。
趣味は映画鑑賞、特技はどんな状況でも笑えること。AED認定指導員の資格を所持している。
学生時代はボケだった。
自他共に認める受け身で、周りの意見に流されやすい。るかからは自分の意見を持つようにと常日頃から言われている。

## 来歴
2人は幼稚園からの知り合いで、中学校も一緒だった。学芸会などの学校行事があると、いつもつるんでいた4〜5人の仲間と共に漫才やコントをやっていた。るかは中学の時に高木を面白いと思い、高木も中2の時に学年集会においてるかの書いたネタを演じて爆笑を獲り、当時味わった気持ち良さが忘れられなかった。
コンビ結成に至ったきっかけは高1の夏。お互い別々の高校へ進学していたが数人ほどで海へ出かけ、泳いだりなどして遊び疲れた2人が砂浜でお笑いについて語り合っていた際に、るかが「お前と漫才したいな」と誘った。高校入学後には既に2人とも新しい相方を見つけていたのだが無意識にるかは高木の反応を求めていて、高木もまたるかの書いたネタを欲していた。
コンビを組んでまずはるかが高校の時から夢見ていたハイスクールマンザイの2017年大会へ出場、結果は準決勝進出に終わった。この時優勝したのはエントリー会場が一緒だったアンドロイドで、同学年によるコンビだった。
翌年大会でもアンドロイドは別のエントリー会場だったがエントリー、アグレッシブと共に最終組にまで残った。アンドロイドがネタを終えた直後、審査員席ではアンドロイド連覇のムードが漂っていたものの大トリだったアグレッシブのネタ中に空気は一変、優勝を成し遂げた。審査員長を務めていたオール巨人（オール阪神・巨人）は「これまで見た（優勝コンビの）中で、一番プロに近い。NSC入らんでも、舞台に立てるんちゃうかな」と絶賛、MCだったタカ（タカアンドトシ）にも「劇場でやっているプロの若手よりもうまい感じがした」と褒め称えられた。優勝特典として50万円、更にNSCへ入学する場合は授業料が全額免除されるもNSCではなくワタナベコメディスクールへの入学を選んだ。
2019年、活動拠点を東京中心へ移すも約2年経った2021年10月を以って解散。かつてハイスクールマンザイを争ったアンドロイドと同じタイミングでの解散となった。その後のるかはNSCへ東京校28期生として入学し、「トラヒシギ」を結成して再デビューするもしばらくして解散した。

## 芸風
主に漫才。
ネタ作り担当のるかは高校の時点で20本以上ネタを書いてきたが、人前で披露できるのはせいぜい5本程度だという。るか曰く「これはアリやなと思えたら、人前で見せる。高木におもしろくないって言われてもやります。案外、いけるんで」。

## 賞レースでの成績
- 2017年 第9回ハイスクールマンザイ 準決勝進出
- 2017年 M-1グランプリ 1回戦敗退
- 2018年 ボルケーノ茨木 審査員特別賞
- 2018年 第8回笑顔甲子園 3位
- 2018年 第10回ハイスクールマンザイ 優勝[2][3]
- 2018年 M-1グランプリ 3回戦進出
- 2019年 M-1グランプリ 1回戦敗退
- 2020年 M-1グランプリ 1回戦敗退
- 2021年 M-1グランプリ 1回戦敗退[7]

## 出演
- 情報スタジアム 4時!キャッチ（サンテレビ）
- 学天即のジャージですよ!（エフエム宝塚）
- めざましテレビ（フジテレビ）
- ちちんぷいぷい（毎日放送）
- 水曜日のダウンタウン（TBSテレビ）- キングオブコント2021の生放送中にて若手芸人総勢339人の中にコンビで参加し[8]、審査員長の松本人志（ダウンタウン）と全く同じ点数をつけられる次世代のカリスマを発掘する企画内で出演。参加した若手全員には本来の企画内容が伏せられ普通に審査してもらうというテイで、全ての審査が終わったところでネタバラシされた。最終的に全部のネタの審査が松本と一致できた若手はいなかったが、13ネタ中7回と最も多く審査の一致していたるかが同じくK-PRO所属の橋口隆史（当時アクアステージ）と共に次世代のカリスマ候補となった[9][10][11]。